# Cuts Both Ways
Cuts Both Ways — дебютный сольный студийный альбом американской певицы Глории Эстефан, выпущенный в 1989 году на лейбле Epic Records. Данный альбом — последнее сотрудничество Глории с её бывшим бэндом Miami Sound Machine.
Альбом содержит танцевальную музыку, латинские ритмы и баллады. Продажи альбома составляют более пяти миллионов копий во всём мире. Альбом попал на первое место в чартах Австралии, Новой Зеландии, Великобритании, и добрался до восьмого места в американском Billboard 200.
Первый сингл с альбома был «Don’t Wanna Lose You», стал одним из самых больших хитов Эстефан, достигнув номера один в американском Billboard Hot 100 (её второй номер один в США) и был сертифицирован золотым RIAA. Он также вошел в первую десятку в Нидерландах, Ирландии и Великобритании. Другими синглами с этого альбома стали «Here We Are», ещё один большой хит для Эстефан и одна из её фирменных песен «Oye Mi Canto», огромный хит в Европе, но прошедший мимо в США, «Get on Your Feet», еще одну фирменная песня и большой хит, и, наконец, заглавный трек, который не оказал такого сильного влияния на чарты, как предыдущие синглы.

## Список композиций
| №                   | Название                                         | Автор(ы)                                   | Длительность |
| ------------------- | ------------------------------------------------ | ------------------------------------------ | ------------ |
| 1.                  | «Ay, Ay, I»                                      | Глория Эстефан                             | 3:49         |
| 2.                  | «Here We Are»                                    | Глория Эстефан                             | 4:51         |
| 3.                  | «Say»                                            | Джон Секада, Билл Дункан                   | 3:41         |
| 4.                  | «Think About You Now»                            | Хорхе Касас                                | 4:20         |
| 5.                  | «Nothin’ New»                                    | Глория Эстефан                             | 3:50         |
| 6.                  | «Oye Mi Canto (Hear My Voice)» (English version) | Глория Эстефан, Хорхе Касас, Клей Оствальд | 4:52         |
| 7.                  | «Don’t Wanna Lose You»                           | Глория Эстефан                             | 4:12         |
| 8.                  | «Get on Your Feet»                               | Джон Дефариа, Хорхе Касас, Клей Оствальд   | 3:38         |
| 9.                  | «Your Love Is Bad for Me»                        | Глория Эстефан                             | 3:50         |
| 10.                 | «Cuts Both Ways»                                 | Глория Эстефан                             | 3:16         |
| 11.                 | «Oye Mi Canto» (Spanish version)                 | Глория Эстефан, Хорхе Касас, Клей Оствальд | 4:58         |
| 12.                 | «Si Voy A Perderte»                              | Глория Эстефан                             | 4:10         |
| Общая длительность: | Общая длительность:                              | Общая длительность:                        | 49:29        |

## Чарты

### Еженедельные чарты
| Хит-парад (1989—1990)                  | Высшая позиция |
| -------------------------------------- | -------------- |
| Австралия (ARIA)                       | 1              |
| Канада (RPM)                           | 42             |
| Германия (Offizielle Top 100)          | 27             |
| Нидерланды (Album Top 100)             | 1              |
| Новая Зеландия (RMNZ)                  | 1              |
| Норвегия (VG-lista)                    | 4              |
| Испания (Promusicae)                   | 13             |
| Швеция (Sverigetopplistan)             | 18             |
| Швейцария (Schweizer Hitparade)        | 13             |
| Великобритания (UK Albums Chart)       | 1              |
| США (Billboard 200)                    | 8              |
| США (Billboard Latin Pop Albums)       | 11             |
| США (Billboard Top R&B/Hip-Hop Albums) | 80             |

### Годовые чарты
| Чарт (1989)            | Позиция |
| ---------------------- | ------- |
| Европа (Music & Media) | 33      |
| Чарт (1990)            | Позиция |
| Австралия (ARIA)       | 11      |
| США (Billboard 200)    | 27      |

## Сертификации и продажи
| Регион                                                      | Сертификация  | Продажи    |
| ----------------------------------------------------------- | ------------- | ---------- |
| Австралия (ARIA)                                            | 3× Платиновый | 210 000^   |
| Канада (Music Canada)                                       | Платиновый    | 100 000^   |
| Германия (BVMI)                                             | Золотой       | 250 000^   |
| Япония (RIAJ)                                               | Золотой       | 100 000^   |
| Новая Зеландия (RMNZ)                                       | Платиновый    | 15 000^    |
| Нидерланды (NVPI)                                           | Платиновый    | 100 000^   |
| Испания (PROMUSICAE)                                        | Платиновый    | 100 000^   |
| Швеция (GLF)                                                | Золотой       | 50 000^    |
| Швейцария (IFPI Switzerland)                                | Золотой       | 25 000^    |
| Великобритания (BPI)                                        | 3× Платиновый | 900 000^   |
| США (RIAA)                                                  | 3× Платиновый | 3 000 000^ |
| ^ Данные о тиражах приведены только на основе сертификации. |               |            |